# Aszód
Aszód je maďarské město v okrese Aszód v župě Pest.

## Poloha
Aszód leží asi 30 km severovýchodně od Budapešti. Kolem města prochází dálnice M3 vedoucí z Budapešti na východ a prochází zde železniční tratě č. 80 (Budapešť - Sátoraljaújhely / Nyíregháza) a č. 78 (Aszód - Balassagyarmát).

## Historie
V roce 1404 zde bylo založeno opatství. Během turecké éry však obec pustla.

## Zajímavosti

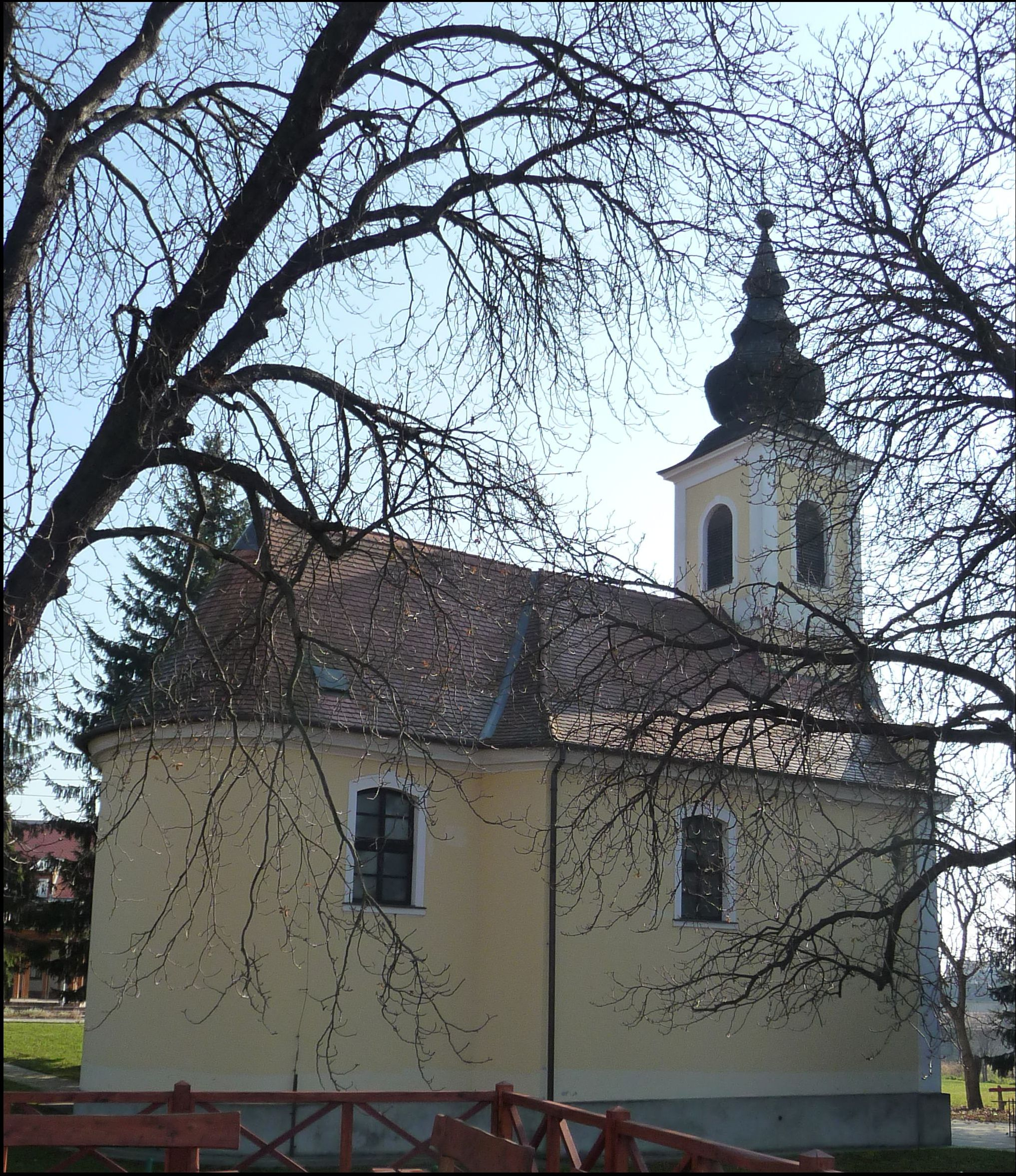
Aszódský katolický kostel

- Barokní luterský kostel z roku 1722
- Kostel Svaté Trojice
- Zámek Podmaniczky-Széchenyi

## Osobnosti
Zde narozeni:
- Astronom Géza Podmaniczky
- Profesor Móric Darvai
- Ernő Horváth (muzeolog)

## Partnerská města
- Obernburg, Německo